# Otto Blehr
Otto Albert Blehr (ur. 17 lutego 1847, zm. 13 lipca 1927 w Oslo) – norweski polityk, dwukrotny premier niepodległej Norwegii: w latach 1902–1903 i 1921–1923.
Z wykształcenia był prawnikiem. Funkcję premiera Norwegii pełnił trzykrotnie: w latach 1891–1893 (jako premier norweskiej rady ministrów przy rządzie szwedzkim), 1902–1903 i 1921–1923 (jako premier Norwegii). 7 listopada 1898 został odznaczony Orderem Świętego Olafa. Żonaty z Randi Marie z domu Nilsen, bojowniczką o prawa kobiet, był wujem norweskiej pisarki Dagny Juel Przybyszewskiej.